# Cash Crowe
Cash Crowe, född 19 mars 2013 i Eldsberga i Hallands län, är en svensk varmblodig travhäst. Hon tränades av sin ägare Petri Puro och kördes av Johnny Takter eller Christoffer Eriksson.
Cash Crowe tävlade åren 2016–2019. Hon började tävla i december 2016 och inledde med fem raka segrar. Hon sprang in 4,3 miljoner kronor på 18 starter, varav tolv segrar, två andraplatser och en tredjeplats. Felfri (utan att galoppera) var hon aldrig sämre än tvåa. Hon vann totalt tio av sina tolv felfria starter, och två lopp vann hon trots att ha galopperat. Hon tog karriärens största segrar i Drottning Silvias Pokal (2017), Derbystoet (2017) och Sto-SM (2018). Hon kom även på andraplats i Sto-SM (2019) i karriärens sista start. Hon utsågs till Årets Sto för sina framgångar under 2017. Under året hade hon varit det vinstrikaste stoet i Norden.

## Karriär
Cash Crowe inledde karriären med fem raka segrar. Hon gjorde sin första start den 19 december 2016 i ett lopp på Halmstadtravet, där hon kördes av Christian Fiore och vann med flera längder. Segern i debuten följdes upp med ytterligare fyra segrar. Hon deltog i ett uttagningslopp till Drottning Silvias Pokal den 28 april 2017, där hon kördes av Johnny Takter. Hon startgalopperade men stod för en stark upphämtning och slutade på tredjeplats vilket räckte för att kvalificera sig för finalen. Den 13 maj 2017 segrade hon i finalen av Drottning Silvias Pokal, trots att ha startat från det sämsta läget (spår 12) och att det var hennes blott sjunde start.
Hon var tillbaka på tävlingsbanan den 14 juli 2017, då hon segrade i ett uttagningslopp till StoChampionatet. Hon var storfavorit till segern i StoChampionatet men förlorade efter att ha galopperat i ledningen 1350 meter från mål. Hon tog revansch i ett uttagningslopp till Derbystoet den 23 augusti 2017, där hon segrade trots att ha startgalopperat. Hon vann även finalen av Derbystoet, som gick av stapeln den 3 september 2017 på Jägersro. Hon segrade efter att ha travat utvändigt om loppets ledare Mulligan. Vinnartiden skrevs till 1.11,6 över 2140 meter med autostart, vilket var nytt banrekord för fyraåriga ston.
Cash Crowe segrade i alla sina felfria starter under 2017, och i ett lopp trots galopp. Hon utsågs till Årets Sto för sina framgångar under året. Under travåret 2017 hade hon varit det vinstrikaste stoet i Norden och den åttonde vinstrikaste hästen i Sverige.
Cash Crowes framgångar fortsatte under 2018. Under året fick hon en ny ordinarie kusk i Christoffer Eriksson efter att Johnny Takter tagit en timeout från travet. Hon segrade i Sto-SM den 31 oktober 2018 på Åbytravet. Segertiden 1.11,6 var den snabbaste i loppets historia.
Cash Crowe gjorde sin sista start den 12 oktober 2019 då hon kom på andraplats i Sto-SM, slagen med en halv längd av Global Upper Style. Den 11 februari 2020 kom beskedet att Cash Crowe slutar att tävla och blir avelssto på Petri Puros gård i Eldsberga. Den 10 maj 2021 fick hon sin första avkomma, en hingst efter Propulsion. Avkomman har kallats "superfölet" och såldes i slutet av 2021 för en hemlig summa till hästägare hos Johan Untersteiner.